# ارمنستان در المپیک
کشور ارمنستان در بازی‌های المپیک توانسته ۱۴ مدال در بازی‌های المپیک تابستانی کسب کند.

## جدول مدال‌ها بر پایه بازی‌ها

### بازی‌های المپیک تابستانی
| بازی‌ها            | ورزشکاران                          | طلا                                | نقره                               | برنز                               | مجموع                              | رتبه                               |
| ۱۹۸۸–۱۹۵۲         | به عنوان بخشی از اتحاد شوروی (URS) | به عنوان بخشی از اتحاد شوروی (URS) | به عنوان بخشی از اتحاد شوروی (URS) | به عنوان بخشی از اتحاد شوروی (URS) | به عنوان بخشی از اتحاد شوروی (URS) | به عنوان بخشی از اتحاد شوروی (URS) |
| ۱۹۹۶ آتلانتا      | ۳۲                                 | ۱                                  | ۱                                  | ۰                                  | ۲                                  | ۴۵                                 |
| ۲۰۰۰ سیدنی        | ۲۵                                 | ۰                                  | ۰                                  | ۱                                  | ۱                                  | ۷۱                                 |
| ۲۰۰۴ آتن          | ۱۸                                 | ۰                                  | ۰                                  | ۰                                  | ۰                                  | -                                  |
| ۲۰۰۸ پکن          | ۲۵                                 | ۰                                  | ۰                                  | ۶                                  | ۶                                  | ۷۸                                 |
| ۲۰۱۲ لندن         | ۲۵                                 | ۰                                  | ۱                                  | ۲                                  | ۳                                  | ۶۰                                 |
| ۲۰۱۶ ریو دوژانیرو | ۳۳                                 | ۱                                  | ۳                                  | ۰                                  | ۴                                  | ۳۶                                 |
| ۲۰۲۰ توکیو        | ۱۷                                 | ۰                                  | ۲                                  | ۲                                  | ۴                                  | ۶۹                                 |
| ۲۰۲۴ پاریس        | ۱۵                                 | -                                  | -                                  | -                                  | -                                  | -                                  |
| ۲۰۲۸ لس آنجلس     | -                                  | -                                  | -                                  | -                                  | -                                  | -                                  |
| ۲۰۳۲ بریزبن       | -                                  | -                                  | -                                  | -                                  | -                                  | -                                  |
| مجموع             | مجموع                              | ۲                                  | ۸                                  | ۹                                  | ۱۸                                 | ۸۸                                 |

| بازی‌ها    | ورزشکاران                          | طلا                                | نقره                               | برنز                               | مجموع                              | رتبه                               |
| ۱۹۵۲–۱۹۸۸ | به عنوان بخشی از اتحاد شوروی (URS) | به عنوان بخشی از اتحاد شوروی (URS) | به عنوان بخشی از اتحاد شوروی (URS) | به عنوان بخشی از اتحاد شوروی (URS) | به عنوان بخشی از اتحاد شوروی (URS) | به عنوان بخشی از اتحاد شوروی (URS) |
| ۱۹۹۲      | به عنوان بخشی از تیم متحد (EUN)    | به عنوان بخشی از تیم متحد (EUN)    | به عنوان بخشی از تیم متحد (EUN)    | به عنوان بخشی از تیم متحد (EUN)    | به عنوان بخشی از تیم متحد (EUN)    | به عنوان بخشی از تیم متحد (EUN)    |
| ۱۹۹۴      | ۲                                  | ۰                                  | ۰                                  | ۰                                  | ۰                                  | –                                  |
| ۱۹۹۸      | ۷                                  | ۰                                  | ۰                                  | ۰                                  | ۰                                  | –                                  |
| ۲۰۰۲      | ۹                                  | ۰                                  | ۰                                  | ۰                                  | ۰                                  | –                                  |
| ۲۰۰۶      | ۵                                  | ۰                                  | ۰                                  | ۰                                  | ۰                                  | –                                  |
| ۲۰۱۰      | ۴                                  | ۰                                  | ۰                                  | ۰                                  | ۰                                  | –                                  |
| ۲۰۱۴      | ۴                                  | ۰                                  | ۰                                  | ۰                                  | ۰                                  | –                                  |
| ۲۰۱۸      | ۳                                  | ۰                                  | ۰                                  | ۰                                  | ۰                                  | -                                  |
| ۲۰۲۲      | ۶                                  | ۰                                  | ۰                                  | ۰                                  | ۰                                  | –                                  |
| ۲۰۲۶      | ؟                                  | -                                  | -                                  | -                                  | -                                  | –                                  |
| مجموع     | مجموع                              | ۰                                  | ۰                                  | ۰                                  | ۰                                  | –                                  |

### مدال‌ها بر پایه ورزش
| کشتی       | ۱ | ۲ | ۳ | ۶  |
| وزنه‌برداری | ۰ | ۱ | ۵ | ۶  |
| بوکس       | ۰ | ۰ | ۱ | ۱  |
| مجموع      | ۱ | ۳ | ۹ | ۱۳ |

## فهرست مدال‌آوران
| مدال | نام                       | بازی‌ها | ورزش               | رویداد                                                          |
| ---- | ------------------------- | ------ | ------------------ | --------------------------------------------------------------- |
| طلا  | آرمن نازاریان             | ۱۹۹۶   | ۱۹۹۶ آتلانتا       | کشتی فرنگی مردان flyweight                                      |
| نقره | آرمن مکرتچیان             | ۱۹۹۶   | ۱۹۹۶ آتلانتا       | کشتی آزاد مردان light flyweight                                 |
| برنز | آرسن ملیکیان              | ۲۰۰۰   | ۲۰۰۰ سیدنی         | middleweight مردان                                              |
| برنز | هراچیک جاواخیان           | ۲۰۰۸   | ۲۰۰۸ پکن           | بوکس در بازی‌های المپیک تابستانی ۲۰۰۸ – سبک‌وزن                   |
| برنز | تیگران گوورگ مارتیروسیان  | ۲۰۰۸   | ۲۰۰۸ پکن           | middleweight مردان (69 ک‌گ)                                      |
| برنز | گوورگ داوتیان             | ۲۰۰۸   | ۲۰۰۸ پکن           | middleweight مردان (77 ک‌گ)                                      |
| برنز | تیگران وارطان مارتیروسیان | ۲۰۰۸   | ۲۰۰۸ پکن           | middleweight مردان (85 ک‌گ)                                      |
| برنز | رومن آمویان               | ۲۰۰۸   | ۲۰۰۸ پکن           | کشتی فرنگی مردان featherweight (55 ک‌گ)                          |
| برنز | یوری پاتریکیان            | ۲۰۰۸   | ۲۰۰۸ پکن           | featherweight کشتی فرنگی مردان (120 ک‌گ)                         |
| نقره | آرسن جولفالاکیان          | ۲۰۱۲   | ۲۰۱۲ لندن          | کشتی در بازی‌های المپیک تابستانی ۲۰۱۲ – ۷۴ کیلوگرم فرنگی مردان   |
| برنز | هریپسیمه خورشودیان        | ۲۰۱۲   | ۲۰۱۲ لندن          | Super Heavyweight زنان (+75 ک‌گ)                                 |
| برنز | آرتور الکسانیان           | ۲۰۱۲   | ۲۰۱۲ لندن          | کشتی فرنگی مردان–۹۶ ک‌گ                                          |
| طلا  | آرتور الکسانیان           | ۲۰۱۶   | ۲۰۱۶ ریو دو ژانیرو | کشتی فرنگی مردان (105 ک‌گ)                                       |
| نقره | سیمون مارتیروسیان         | ۲۰۱۶   | ۲۰۱۶ ریو دو ژانیرو | Heavyweight مردان (105 ک‌گ)                                      |
| نقره | میهران هاروتیونیان        | ۲۰۱۶   | ۲۰۱۶ ریو دو ژانیرو | کشتی فرنگی مردان (66 ک‌گ)                                        |
| نقره | گور میناسیان              | ۲۰۱۶   | ۲۰۱۶ ریو دو ژانیرو | Heavyweight مردان (+105 ک‌گ)                                     |
| نقره | آرتور آلکسانیان           | ۲۰۲۰   | ۲۰۲۰ توکیو         | کشتی در بازی‌های المپیک تابستانی ۲۰۲۰ – ۹۷ کیلوگرم فرنگی مردان   |
| نقره | سیمون مارتیروسیان         | ۲۰۲۰   | ۲۰۲۰ توکیو         | وزنه‌برداری ۱۰۹ کیلوگرم مردان                                    |
| برنز | هوهانس باچکو              | ۲۰۲۰   | ۲۰۲۰ توکیو         | Men's Lightweight                                               |
| برنز | آرتور داوتیان             | ۲۰۲۰   | ۲۰۲۰ توکیو         | Men's Vault                                                     |
| نقره | آرتور داوتیان             | ۲۰۲۴   | ۲۰۲۴ پاریس         | ژیمناستیک - پرش از خرک مردان                                    |
| نقره | آرتور آلکسانیان           | ۲۰۲۴   | ۲۰۲۴ پاریس         | کشتی در بازی‌های المپیک تابستانی ۲۰۲۴ – ۹۷ کیلوگرم فرنگی مردان   |
| نقره | وارازدات لالایان          | ۲۰۲۴   | ۲۰۲۴ پاریس         | وزنه‌برداری در بازی‌های المپیک تابستانی ۲۰۲۴ – ۱۰۲+ کیلوگرم مردان |
| برنز | مالخاس آمویان             | ۲۰۲۴   | ۲۰۲۴ پاریس         | کشتی در بازی‌های المپیک تابستانی ۲۰۲۴ – ۷۷ کیلوگرم فرنگی مردان   |

## پرچم‌داران
| بازی‌ها | ورزشکار                            | ورزش                                   |
| ------ | ---------------------------------- | -------------------------------------- |
| ۱۹۹۶   | آغوان گریگوریان                    | وزنه‌برداری                             |
| ۲۰۰۰   | هایکاز گالستیان (کشتی‌گیر)          | وزنه‌برداری                             |
| ۲۰۰۴   | آلبرت آزاریان                      | ژیمناستیک هنری                         |
| ۲۰۰۸   | آلبرت آزاریان                      | ژیمناستیک هنری                         |
| ۲۰۱۲   | آرمن یرمیان                        | تکواندو                                |
| ۲۰۱۶   | واهان مخیتاریان                    | ورزش شنا                               |
| ۲۰۲۰   | هوهانس باچکو & وارسنیک مانوچاریان  | بوکس (باچکو) & ورزش شنا (مانوچاریان)   |
| ۲۰۲۴   | داویت چالویان & وارسنیک مانوچاریان | بوکس (چالویان) & ورزش شنا (مانوچاریان) |

| بازی‌ها | ورزشکار                           | ورزش                |
| ------ | --------------------------------- | ------------------- |
| ۱۹۹۴   | آرسن هاروتیونیان                  | اسکی آلپاین         |
| ۱۹۹۸   | آلا میکائلیان                     | اسکی صحرانوردی      |
| ۲۰۰۲   | آرسن هاروتیونیان                  | اسکی آلپاین         |
| ۲۰۰۶   | وازگن آزوریان                     | اسکیت نمایشی        |
| ۲۰۱۰   | آرسن نرسیسیان                     | اسکی آلپاین         |
| ۲۰۱۴   | سرگئی میکائیلیان                  | اسکی صحرانوردی      |
| ۲۰۱۸   | میکائیل میکائیلیان                | اسکی صحرانوردی      |
| ۲۰۲۲   | تینا کاراپتیان/میکائیل میکائیلیان | [[]]/اسکی صحرانوردی |
| ۲۰۲۶   |                                   |                     |
|        |                                   |                     |